# Pedro Contreras
Pedro Contreras González (Madri, 7 de Janeiro de 1972) é um ex-futebolista espanhol. Participou da Copa do Mundo de 2002 com a Espanha.

## Carreira
Contreras fez parte do elenco da Seleção Espanhola de Futebol  da Copa do Mundo de 2002, mas não atuou.